# Медаль основателей (Королевское географическое общество)
Медаль основателей (англ. Founder’s Medal) — высшая награда Королевского географического общества, учреждённая в 1831 году и вручаемая поныне «за поощрение и популяризацию географии, науки и открытий».

## История
В 1831 году была учреждена золотая медаль Королевского географического общества, представлявшая собой денежную премию в размере 50 гиней от короля Великобритании Вильгельма IV «за поощрение и продвижение географической науки и открытий». Первоначально награда вручалась в деньгах, а в 1836 году лауреатам начали выдавать медали. В 1839 году решением Общества награда была разделена на две золотые медали равной значимости и ценности — медаль основателей и медаль покровителей. Медаль основателей не присуждалась лишь в 1850, 1851, 1855, 1913, 1943 и 1944 годах.

## Критерии
Медаль присуждается «за поощрение и популяризацию географии, науки и открытий». Медаль вручается ежегодно. Награждение производится на основании рассмотрения соответствующей номинации, поданной в общество при письменной поддержке двух или трёх стипендиатов или членов общества.

## Описание
Автор дизайна — Уильям Вайон. На медали выгравированы имя лауреата и дата награждения. На реверсе изображена фигура Минервы с венком и свитком в руках, стоящая на фоне земного шара при лежащих у её ног секстанте и других геодезических инструментах. На аверсе — профильный головной портрет Вильгельма IV.

## Лауреаты медали основателей
Пояснения
- Лауреаты Золотой медали 1832—1838 годов до её разделения в 1839 году на две награды расцениваются Обществом как обладатели медали основателей[3].

| Год  | Лауреат                       | Основание |
| ---- | ----------------------------- | --- |
| 1832 | Ричард Ландер                 | за значительные заслуги в определении течения и устья Нигера |
| 1833 | Джон Биско                    | за открытие им земли Грейама и земли Эндерби в Антарктике |
| 1834 | Джон Росс                     | за открытие им Бутия Феликс и земли короля Уильяма и за его знаменитые четыре зимовки в Арктике                                                                                            |
| 1835 | Александр Бёрнс               | за его удивительные и значительные путешествия по Персии |
| 1836 | Джордж Бак                    | за его недавние открытия в Арктике, и его достопамятное путешествие по реке Хрут-Фис |
| 1837 | Роберт Фицрой                 | за описание им побережья Южной Америки, от Рио-де-ла-Платы до Гуаякиля в Перу |
| 1838 | Фрэнсис Чесни                 | за ценные данные о сравнительной и физической географии Сирии, Месопотамии и дельты Сусианы                                                                                                |
| 1839 | Томас Симпсон                 | за выявление до сих пор неисследованного побережья Северной Америки |
| 1840 | Генри Роулинсон               | за исследования в Персидской Гуайяне |
| 1841 | Генри Рейпер                  | за превосходную работу в области практической навигации и навигационной астрономии |
| 1842 | Джеймс Росс                   | за выдающееся достижение Южного полюса с точностью до 12°, где он благополучно перешёл на свои корабли, открыв великий Антарктический континент                                            |
| 1843 | Эдвард Эйр                    | за его деятельные и обширные исследования в Австралии, проведённые при трудных условиях |
| 1844 | Уильям Гамильтон              | за полезные изыскания в Малой Азии |
| 1845 | Чарльз Беке                   | за его исследования в Абиссинии |
| 1846 | Павел Стшелецкий              | за исследования в юго-восточной части Австралии |
| 1847 | Чарлз Стерт                   | за исследования в Австралии, и в особенности за его путешествие, во время которого были произведены замеры озера Торренс, простирающегося вглубь континента до 24° 30' ю. ш. 138° 0' з. д. |
| 1848 | Джеймс Брук                   | за его экспедицию на Борнео, и рвение, которое он проявил в способствовании географическим открытиям                                                                                       |
| 1849 | Остин Лейард                  | за существенный вклад в географию Азии, занятные изыскания в Месопотамии, и за открытие развалин Ниневии                                                                                   |
| 1850 | не вручалась                  | не вручалась |
| 1851 | не вручалась.                 | не вручалась. |
| 1852 | Джон Рэй                      | за обследование Бутии при условиях суровых лишений и за его очень существенный вклад в географию Арктики                                                                                   |
| 1853 | Фрэнсис Гальтон               | за оснащение и проведение экспедиции по изучения центра Южной Африки |
| 1854 | Уильям Смит                   | за его ценные гидрографические исследования в Средиземноморье |
| 1855 | не вручалась                  | не вручалась |
| 1856 | Илайша Кейн                   | за службу и открытия в полярных регионах во время американских экспедиций в поисках сэра Джона Франклина                                                                                   |
| 1857 | Огастес Грегори               | за обширные и значительные исследования в Западной и Северной Австралии |
| 1858 | Ричард Коллинсон              | за открытия в Арктических регионах |
| 1859 | Ричард Бёртон                 | за его различные исследовательские предприятия и особенно за его рискованную экспедицию с капитаном Д. Х. Спиком к Великим озёрам в Восточной Африке                                       |
| 1860 | Джейн Франклин                | за самоотверженную настойчивость по отправке экспедиций для выяснения судьбы своего мужа                                                                                                   |
| 1861 | Джон Спик                     | за его выдающиеся географические открытия в Африке, и особенно открытие им великого озера Виктория Ньянза                                                                                  |
| 1862 | Роберт Берк                   | в знак почтения этого отважного исследователя, погибшего со своим спутником Уиллсом при пересечении континента Австралия                                                                   |
| 1863 | Фрэнсис Грегори               | за успешные исследования в Западной Австралии |
| 1864 | Джеймс Грант                  | за его путешествие по Восточной Экваториальной Африке с капитаном Д. Х. Спиком |
| 1865 | Томас Монтгомери              | за его выдающееся тригонометрическое путешествие от равнин Пенджаба до Каракорумского хребта                                                                                               |
| 1866 | Томас Томсон                  | за его исследования в Западных Гималаях и Тибете |
| 1867 | Алексей Бутаков               | за первопроходчество в спуске и хождении судов по Аральскому морю, и за его исследование устья Oxus                                                                                        |
| 1868 | Август Петерман               | за его значительные заслуги в качестве писателя и картографа |
| 1869 | Адольф Норденшельд            | за подготовку и проведение шведских экспедиций в Шпицберген, благодаря которым значительно повысилась наша осведомлённость о многих аспектах зоологии, ботаники, геологии и метеорологии   |
| 1870 | Джордж Хейуорд                | за его путешествие в Восточный Туркестан, и за достижение Памирской степи |
| 1871 | Родерик Мерчисон              | в знак почтения тому, кто в течение 40 лет занимался попечением Общества с больше чем отцовской заботой и в конце концов вывел его в передовые ряды наших научных Обществ                  |
| 1872 | Генри Юль                     | за выдающиеся заслуги в географии |
| 1873 | Ней Элиас                     | за его энергичность и настойчивость при исследовании русла Жёлтой реки, а также за его путешествие по Западной Монголии                                                                    |
| 1874 | Георг Швейнфурт               | за его исследования в Африке |
| 1875 | Карл Вайпрехт                 | за энергичность и настойчивость при командовании экспедициями к Шпицбергену и Новой Земле                                                                                                  |
| 1876 | Верни Камерон                 | за его путешествие по Африке из Занзибара в Бенгелу, и за исследование им озера Танганьика                                                                                                 |
| 1877 | Джордж Нэрс                   | за его командование Арктической экспедицией 1875/6 годов, во время которой корабли и санные отряды добрались до северной широты значительно больших значений, чем достигнутые ранее        |
| 1878 | Фердинанд фон Рихтгофен       | за его обширные путешествия и научные исследования в Китае |
| 1879 | Николай Пржевальский          | за ряд экспедиций и путёвых исследований в Монголии и нагорье Северного Тибета |
| 1880 | Луи Паландер                  | за его службу в связи с шведскими арктическими экспедициями на «Веге» |
| 1881 | Серпа Пинту                   | за его поездку по Африке, во время которой он исследовал 500 миль новой местности |
| 1882 | Густав Нахтигаль              | за его поездки по Восточной Сахаре |
| 1883 | Джозеф Гукер                  | за видные заслуги в научной географии |
| 1884 | Арчибальд Колхун              | за его поездки от Кантона до Иравади |
| 1885 | Джозеф Томсон                 | за его рвение, стремительность и удачливость во время двух экспедиций в Восточную Центральную Африку                                                                                       |
| 1886 | Адольф Грили                  | за значительное прибавление к нашим знаниям о берегах Полярного моря и внутренних районах земли Гриннелла                                                                                  |
| 1887 | Томас Холдич                  | за рвение и упорность в осуществлении исследований Афганистана |
| 1888 | Клементс Маркем               | в знак признания ценности его большого вклада в географическую литературу при его уходе из Секретариата Общества после 25 лет службы                                                       |
| 1889 | Артур Кэри                    | за его замечательное путешествие в Среднюю Азию, во время которого он проехал 4750 миль через регионы, где никогда не бывал ни один англичанин                                             |
| 1890 | Эмин-паша                     | за великие заслуги перед географией, оказанные им во время его двенадцатилетнего управления Экваториальной провинцией Египта                                                               |
| 1891 | Джеймс Гектор                 | за исследования, проведённые в качестве натуралиста в экспедиции Паллизера |
| 1892 | Альфред Уоллес                | известному натуралисту, путешественнику и соисследователю Чарлза Дарвина касательно теории естественного отбора, в знак признания высокой географической ценности его великих трудов       |
| 1893 | Фредерик Селус                | в знак признания 20-летних исследований и изысканий в Южной Африке |
| 1894 | Гамильтон Боуэр               | за его замечательное путешествие по Тибету, с запада на восток |
| 1895 | Джон Меррей                   | за заслуги перед физической географией, в особенности океанографией, и за его работу на борту «Челленджера»                                                                                |
| 1896 | Уильям Макгрегор              | за заслуги перед географией в Британской Новой Гвинее, в изучении, картировании и предоставлении информации о туземцах                                                                     |
| 1897 | Пётр Семёнов                  | за его долговременные усилия по способствованию российским исследованиям в Центральной Азии                                                                                                |
| 1898 | Свен Гедин                    | за важную исследовательскую работу в Центральной Азии |
| 1899 | Луи-Гюстав Бенже              | за ценную работу в пределах большого изгиба Нигера |
| 1900 | Генри Дизи                    | за исследования и изыскания в Центральной Азии |
| 1901 | Луиджи, герцог Абруццкий      | за его восхождение на вершину горы Святого Ильи и за его арктическое путешествие на «Полярной звезде»                                                                                      |
| 1902 | Фредерик Лугард               | за непрестанное внимание к географии Африки |
| 1903 | Дуглас Фрешфилд               | в знак признания его ценного вклада в наши знания о Кавказе |
| 1904 | Гарри Джонстон                | за его значительную полезную службу по изучению Африки |
| 1905 | Мартин Конуэй                 | за исследования в горных районах Шпицбергена |
| 1906 | Альфред Грандидье             | как ветерану французской науки, посвятившему сорок лет своей жизни изучению Мадагаскара, и за его монументальную работу об острове в 52 томах размера кварто                               |
| 1907 | Франсиско Морено              | за обширные исследования в Патагонских Андах |
| 1908 | Бойд Александер               | за его трёхгодичное путешествие по Африке от Нигера до Нила |
| 1909 | Марк Стейн                    | за его обширные исследования в Центральной Азии и, в частности, его археологическую работу                                                                                                 |
| 1910 | Генри Годвин-Остин            | за географические открытия и изыскания вдоль Северо-Восточной границы Индии, и в особенности за его первопроходчество по Каракоруму                                                        |
| 1911 | Пётр Козлов                   | за исследования в пустыне Гоби, Северном Тибете и Монголии |
| 1912 | Чарльз Даути                  | за его выдающиеся исследования в Северной Аравии, и за его классический труд с описанием их результатов                                                                                    |
| 1913 | не вручалась                  | не вручалась |
| 1914 | Альбрехт Пенк                 | за развитие им почти каждой отрасли научной географии и, в частности, за его идею о создании международной карты мира на миллионной шкале                                                  |
| 1915 | Дуглас Моусон                 | за руководство им Австралийской антарктической экспедицией, в которой были достигнуты очень важные научные результаты                                                                      |
| 1916 | Перси Фосетт                  | за его вклад в картографирование Южной Америки |
| 1917 | Дэвид Хогарт                  | за исследования в Азиатской Турции |
| 1918 | Гертруда Белл                 | за её значительные исследования и путешествия по Малой Азии, Сирии, Аравии и на Евфрате |
| 1919 | Эван Джек                     | за географическую работу на Западном фронте |
| 1920 | Гарри Филби                   | за его две поездки по Южной Центральной Аравии |
| 1921 | Вильялмур Стефанссон          | за его выдающиеся заслуги в освоении Арктического океана |
| 1922 | Говард-Бьюри, Чарльз          | за его выдающиеся заслуги в командовании экспедицией на гору Эверест |
| 1923 | Кнуд Расмуссен                | за исследования и изыскания в арктических регионах |
| 1924 | Ахмед Хассанейн-бей           | за его поездку в Кутару и Дарфур |
| 1925 | Чарльз Брюс                   | за географическую работу в течение всей жизни по исследованию Гималаев и за руководство им экспедицией 1922 года на Эверест                                                                |
| 1926 | Эдвард Нортон                 | за выдающееся руководство им экспедицией 1924 года на Эверест и его восхождение на высоту в 28 100 футов                                                                                   |
| 1927 | Кеннет Мейсон                 | за его участие в исследовании Индии и российского Туркестана и руководство им экспедицией в Шаксгаму                                                                                       |
| 1928 | Том Лонгстафф                 | за долговременную географическую работу в Гималаях |
| 1929 | Фрэнсис Родд                  | за его поездки в Сахару и его труды о народе туарегов |
| 1930 | Фрэнк Кингдон-Уорд            | за географические исследования, и работы по ботаническому распространению в Китае и Тибете                                                                                                 |
| 1931 | Бертрам Томас                 | за географическую работу в Аравии и успешное пересечение им Руб-эль-Хали |
| 1932 | Генри Уоткинс                 | за его работу в Арктических регионах, в особенности в качестве руководителя Британской экспедиции для исследования арктического воздушного пути                                            |
| 1933 | Джеймс Уорди                  | за работу в полярных исследованиях |
| 1934 | Хью Раттледж                  | за его путешествия в Гималаи и руководство им экспедицией 1933 года на Эверест |
| 1935 | Ральф Бэгнольд                | за путешествия по Ливийской пустыне |
| 1936 | Джордж Мюррей                 | за исследования и изыскания в пустынях Синая и Восточного Египта, и за его труды о племенах бедуинов                                                                                       |
| 1937 | Клинтон Льюис                 | за изыскания в Ираке, Сирии и дельте Иравади, и за его работы в Афганской и Турко-Иракской пограничных комиссиях                                                                           |
| 1938 | Джон Раймилл                  | за ценную научную работу в своей британской экспедиции на землю Грейама |
| 1939 | Артур Чэмпион                 | за его исследования провинции Туркана (Кения) и вулканов к югу от озера Рудольф |
| 1940 | Дорин Ингрэмс Гарольд Ингрэмс | за исследования и изыскания в Хадрамауте |
| 1941 | Патрик Клейтон                | за его исследования в Ливийской пустыне и применение им своего опыта пустынной войны |
| 1942 | Фрейя Старк                   | за её путешествия по Востоку и их описание |
| 1943 | не вручалась                  | не вручалась |
| 1944 | не вручалась                  | не вручалась |
| 1945 | Чарльз Кэмселл                | за его вклад в геологию Севера |
| 1946 | Эдвард Гленни                 | за его работу по геодезии Индии и его вклад в картографирование Дальнего Востока |
| 1947 | Мартин Хотин                  | за исследовательскую работу в аэросъёмке и за его картографическую работу |
| 1948 | Уилфрид Тесайджер             | за вклад в географию Южной Аравии и за пересечение им пустыни Руб-эль-Хали |
| 1949 | Дадли Стамп                   | за его работу по организации Службы землепользования Великобритании и применение им географии в национальном планировании                                                                  |
| 1950 | Джордж Уолпол                 | за вклад в картографирование Западной пустыни Египта |
| 1951 | Вивиан Фукс                   | за его вклад в изучение Антарктики и её исследование в качестве руководителя изысканиями 1948—50 годов                                                                                     |
| 1952 | Гарольд Тильман               | за изыскательские работы в горах Восточной Африки и Центральной Азии |
| 1953 | Патрик Бэрд                   | за исследования в Канадской Арктике |
| 1954 | Джон Хант                     | как руководителю Британской экспедиции на гору Эверест |
| 1955 | Джон Райт                     | за заслуги в развитии географических исследований и изысканий |
| 1956 | Йон Йевер                     | как руководителю Норвежско-Британско-Шведской Антарктической экспедиции и за участие в полярных исследованиях                                                                              |
| 1957 | Ардито Дезио                  | за географические исследования и изыскания в Гималаях |
| 1958 | Пол Сайпл                     | за вклад в Антарктические исследования и изыскания |
| 1959 | Уильям Андерсон               | за первое транс-полярное подводное плавание на «USS Nautilus» под его командованием |
| 1960 | Филлип Лоу                    | за Антарктические исследования и изыскания |
| 1961 | Михаил Сомов                  | за Антарктические исследования и изыскания |
| 1962 | Эрвин Макдональд              | за прибрежные исследования в море Беллинсгаузена (Антарктида) |
| 1963 | Жак-Ив Кусто                  | за подводные исследования и изыскания |
| 1964 | Луис Лики                     | за палеографические исследования и открытия в Восточной Африке |
| 1965 | Фред Рутс                     | за полярные исследования и изыскания, с особым упором на Канадскую Арктику |
| 1966 | Эдред Корнер                  | за ботанические исследования на Северном Борнео и Соломоновых Островах |
| 1967 | Клаудио Виллаш-Боаш           | за вклад в исследование и развитие Мату-Гросу |
| 1967 | Орландо Виллаш-Боаш           | за вклад в исследование и развитие Мату-Гросу |
| 1968 | Уолтер Харланд                | за Арктические исследования и изыскания |
| 1969 | Родольфо Панцарини            | за заслуги в Антарктических исследованиях и изысканиях и вклад в международное сотрудничество в науках об Антарктике                                                                       |
| 1970 | Уолтер Герберт                | за Арктические и Антарктические исследования и изыскания |
| 1971 | Джордж Дикон                  | за океанографические исследования и изыскания |
| 1972 | Джордж Ритчи                  | за гидрографическое картографирование и океанографические исследования |
| 1973 | Норман Фэлкон                 | как руководителю экспедиции Общества в Мусандам (Северный Оман) и за вклад в географическую историю региона Персидского залива                                                             |
| 1974 | Кристиан Бонингтон            | за горные исследования |
| 1975 | Лоуренс Кирван                | за вклад в географическую историю долины Нубийского Нила и Восточной Африки, а также за заслуги в исследованиях                                                                            |
| 1976 | Брайан Робертс                | за полярные изыскания и вклад в Антарктические исследования и политические переговоры |
| 1977 | Майкл Уайз                    | за экономическую географию и за его вклад в международные договорённости по географическому обучению                                                                                       |
| 1978 | Реджинальд Браун              | за заслуги в науках о картографировании |
| 1979 | Дэвид Стоддарт                | за вклад в геоморфологию, изучение коралловых рифов и историю академической географии |
| 1980 | Уильям Мид                    | за вклад в географические познания и, в частности касательно географии Скандинавии |
| 1981 | Кит Миллер                    | за полевые работы в Каракоруме, Исландии и Гренландии |
| 1982 | Майкл Уорд                    | за высокогорные медицинские исследования и руководство британской экспедицией на гору Конгур                                                                                               |
| 1983 | Питер Скотт                   | за вклад в охрану природы |
| 1984 | Ранульф Файнс                 | за полярные исследования |
| 1985 | Дэвид Аттенборо               | за вклад в географическое просвещение |
| 1986 | Тимоти Северин                | за восстановление сил после предыдущих путешествий |
| 1987 | Энтони Лоутон                 | за вклад в океанографию |
| 1988 | Питер Холл                    | за вклад в географию городов и планирования |
| 1989 | Моника Кристенсен             | за Антарктические исследования |
| 1990 | Джон Хемминг                  | за его вклад в исследование Амазонии |
| 1991 | Эндрю Гуди                    | за вклад в геоморфологию |
| 1992 | Алан Уилсон                   | за вклад в исследование городских и региональных систем |
| 1993 | Кеннет Грегори                | за вклад в гидрологию и геоморфологию |
| 1994 | Рональд Кук                   | за вклад в геоморфологию |
| 1995 | Гаторн Гаторн-Гарди           | за исследования тропических лесов и руководство «Английской природой» |
| 1996 | Джон Вудс                     | за вклад в океанографию |
| 1997 | Энтони Ригли                  | за вклад в историческую географию |
| 1998 | Роберт Беннетт                | за вклад в географию человека, а также в энвайроменталистскую и экологическую археологию                                                                                                   |
| 1999 | Майкл Киркби                  | за вклад в разработку методов обработки и подходов моделирования в геоморфологии |
| 2000 | Брайан Робсон                 | за вклад в географию городов и географические перспективы в городской политике |
| 2001 | Уильям Граф                   | за вклад в исследования речных процессов в засушливых районах, а также во взаимодействие науки и государственной политики                                                                  |
| 2002 | Бруно Мессерли                | за вклад в горные исследования и осведомленность общественности о проблемах гор |
| 2003 | Майкл Гудчайлд                | за вклад в географическую информатику |
| 2004 | Лешек Старкель                | за продвижение международного взаимопонимания в палеогидрологии и геоморфологии |
| 2005 | Николас Шеклтон               | за исследования четвертичной палеоклиматологии |
| 2006 | Дерек Грегори                 | за руководящую роль в международных исследованиях в области человеческой географии и социальной теории                                                                                     |
| 2007 | Роджер Барри                  | за руководящую роль в международных исследованиях в области климата и климатических изменений                                                                                              |
| 2008 | Джулиан Даудесуэлл            | за поощрение, развитие и продвижение гляциологии |
| 2009 | Алан Бейкер                   | за вклад в историческую географию |
| 2010 | Дайана Ливерман               | за поощрение, развитие и популяризацию понимания влияния человека на изменение климата |
| 2011 | Дэвид Ливингстон              | за поощрение и продвижение исторической географии |
| 2012 | Чарльз Уизерс                 | за поощрение и развитие исторической и культурной географии |
| 2013 | Кит Ричардс                   | за поощрение и развитие физической географии и речной геоморфологии |
| 2014 | Джеффри Болтон                | за поощрение и развитие гляциологии |
| 2015 | Майкл Бэтти                   | за поощрение и развитие науки о географии городов |
| 2016 | Майкл Сторпер                 | за эрудированность и руководящую роль в области человеческой и экономической географии |
| 2017 | Гордон Конуэй                 | за совершенствование и содействие развитию сельского хозяйства в Азии и Африке |
| 2018 | Пол Роуз                      | за научные экспедиции и повышение эрудированности общества |
| 2019 | Тревор Барнс                  | за устойчивое превосходство и новаторские изыскания в области экономической географии |
| 2020 | Хизер Вайлс                   | за создание биогеоморфологии и выдающиеся достижения в этой области |
| 2021 | Энди Ивис                     | за значительные заслуги в руководстве спелеологическими экспедициями, исследованиях и описи некоторых из крупнейших пещер мира на протяжении более чем 50 лет                              |
| 2022 | Дэвид Хемплман-Адамс          | за содействие науке посредством экспедиций и воодушевления молодого поколения географов |
| 2023 | Эндрю Митчелл                 | за дело всей своей жизни, посвящённое защите тропических лесов и борьбе с изменением климата                                                                                               |

## Комментарии
1. ↑  Вместо медали основателей в этом году Давиду Ливингстону были вручены часы-хронометр с основанием «за его путешествия на Великое озеро Нгами».
2. ↑  Вместо медали основателей в этом году Георгу Валлину была вручена денежная премия в размере 25 гиней с основанием «за его интересные и значительные путешествия по Аравии».
3. ↑  Вместо медали основателей в этом году Карлу Андерссону был вручён набор геодезических инструментов с основанием «за его путешествия по Юго-Западной Африке».
4. ↑  Награждён посмертно.
5. ↑  Вместо медали основателей в этом году Кетлин Скотт была вручена шкатулка с медалью покровителей и специальной антарктической медалью, которых был удостоен Роберт Скотт, её покойный муж.
6. ↑  В связи со Второй мировой войной.